# Wulong

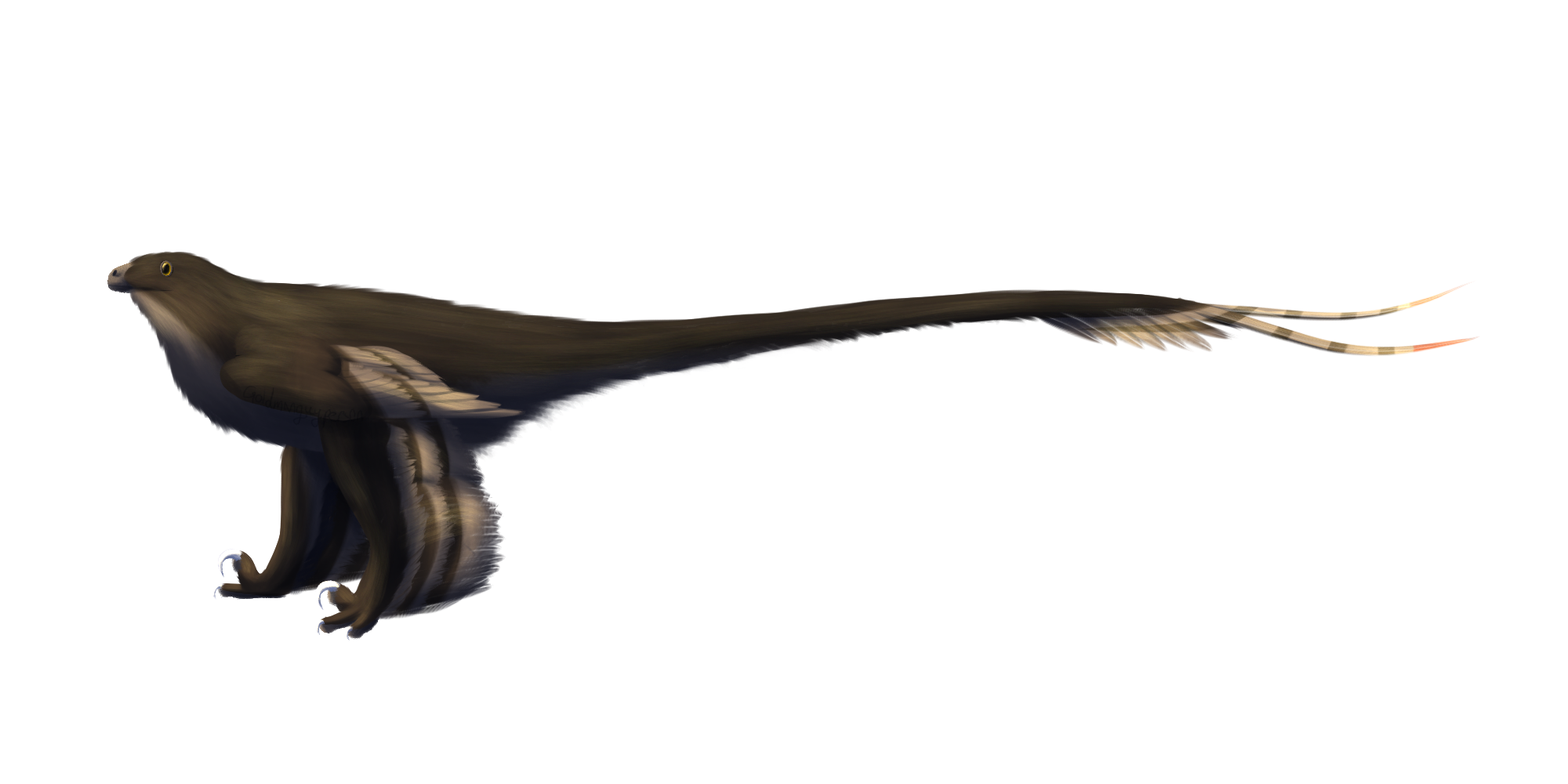
Wulong

Wulong is een geslacht van theropode dinosauriërs, behorende tot de Maniraptora, dat tijdens het vroege Krijt leefde in het gebied van het huidige China. De enige benoemde soort is Wulong bohaiensis.

## Vondst en naamgeving
Het Dalian Natural History Museum verwierf rond 2010 een skelet van een kleine dinosauriër dat door een boer opgegraven zou zijn bij Shangheshou in Liaoning. Uit nauwgezet onderzoek bleek dat het niet om een vervalsing ging, zoals de illegale fossielenhandel in China er veel produceert. In 2014 werd de vondst beschreven in een scriptie van Ashley William Poust. Hij benoemde daarin een Wulong bohaiensis maar dat bleef vooralsnog een ongeldige nomen ex dissertatione.
In 2020 werd de typesoort Wulong bohaiensis benoemd en beschreven door Ashley W. Poust, Gao Chungling, David J. Varricchio, Wu Jinalin en Zhang Fengjiao. De geslachtsnaam is combinatie van het Chinees 舞, wǔ, "dansend", een verwijzing naar het feit dat het fossiel lijkt te hoppen, en 龙, lóng, "draak". De soortaanduiding verwijst naar de locatie van het museum aan de Straat van Bohai (渤海 of Bó Hǎi).

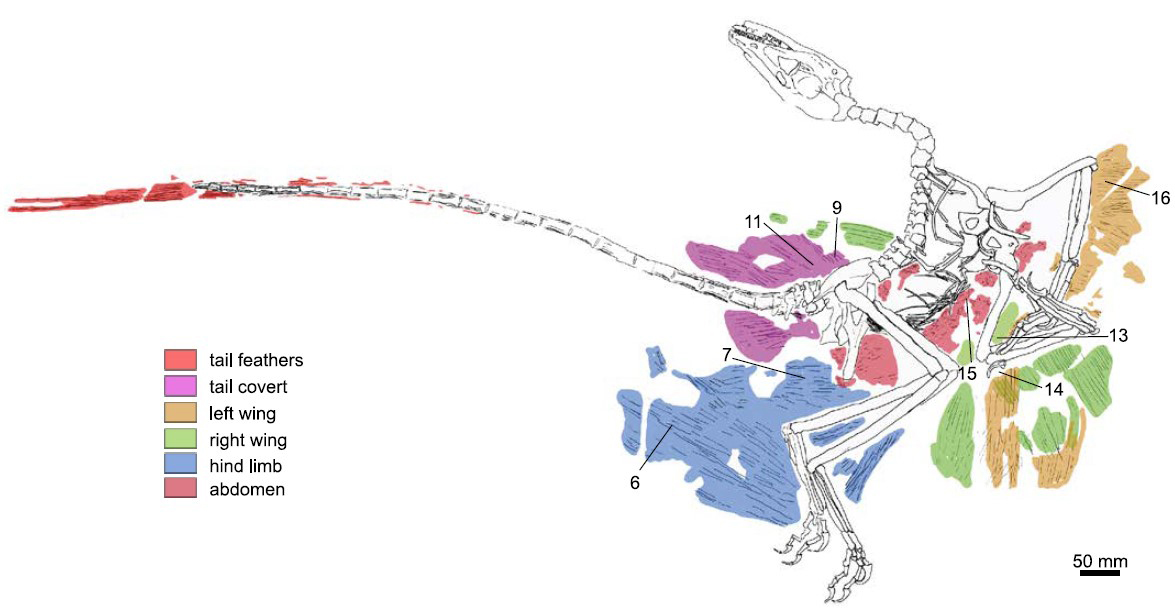
Diagram van het bewaarde verenkleed

Het holotype, D2933, is gevonden in een laag van de Jiufotangformatie die minstens 120,3 miljoen jaar oud is en dateert uit het Aptien. Het bestaat uit een volledig skelet met schedel, platgedrukt op een enkele plaat. De tegenplaat is kwijt. Slechts een dozijn ribben en de eerste kootjes van de derde vingers ontbreken. Resten van het verenkleed zijn bewaard gebleven. Verder zijn er drie mogelijke langwerpige coprolieten zichtbaar, met een lengte van drie centimeter, bij de enkel, tussen de armen en boven de rug. De buikholte bewaart een donkere massa, wellicht van weke delen. Het skelet ligt vrijwel perfect in anatomisch verband. De handelaren hadden sommige afgebroken stukken van de plaat vastgelijmd maar die lijken alle authentiek. Ondanks de compressie was osteologisch onderzoek mogelijk. Daaruit bleek dat het om een jong dier gaat van een jaar oud.

## Beschrijving

### Grootte en onderscheidende kenmerken
Het holotype is een klein dier, inclusief staartveren een kleine meter lang. De vleugelspanwijdte is ongeveer 110 centimeter. De volwassen grootte is onduidelijk.
De beschrijvers wisten enkele onderscheidende kenmerken vast te stellen. Het zijn autapomorfieën, unieke afgeleide eigenschappen. Het quadratojugale heeft een lange voorste tak richting jukbeen. De voorkant van de buitenzijde van de wervellichamen van de ruggenwervels wordt doorboord door naar voren gerichte pneumatische foramina. De voorste staartwervels hebben zijuitsteeksels die aanzienlijk langer zijn dan de breedte van het wervellichaam. Er zijn dertig staartwervels, resulterend in een relatief lange staart. Het zitbeen heeft een uitsteeksel op de achterrand dat relatief groot is en laag gelegen. De fenestra supracoracoidea is groot, 15% van de oppervlakte van het ravenbeksbeen beslaand.
De soort verschilt van de nauwe verwant Sinornithosaurus door het ontbreken van ornamentering op het bovenkaaksbeen, het bezit van slagpennen en het ontbreken van groeven op de premaxillaire tanden. Al in 2014 meende Michael Mortimer dat het fossiel weleens simpelweg het jong van Sinornithosaurus zou kunnen vertegenwoordigen. Dat de fossielen van die laatste geen penveren tonen achtte hij verklaarbaar door de fossiliseringsomstandigheden: de tafonomie zou een degeneratie van de veren tot haren kunnen hebben bewerkstelligd. Andere verschillen zouden een gevolg kunnen zijn van de jonge leeftijd van het exemplaar. Wat pleit voor de status als geldige soort is de geologische leeftijd: Sinornithosaurus stamt uit de Yixianformatie die vijf miljoen jaar ouder is.

### Skelet

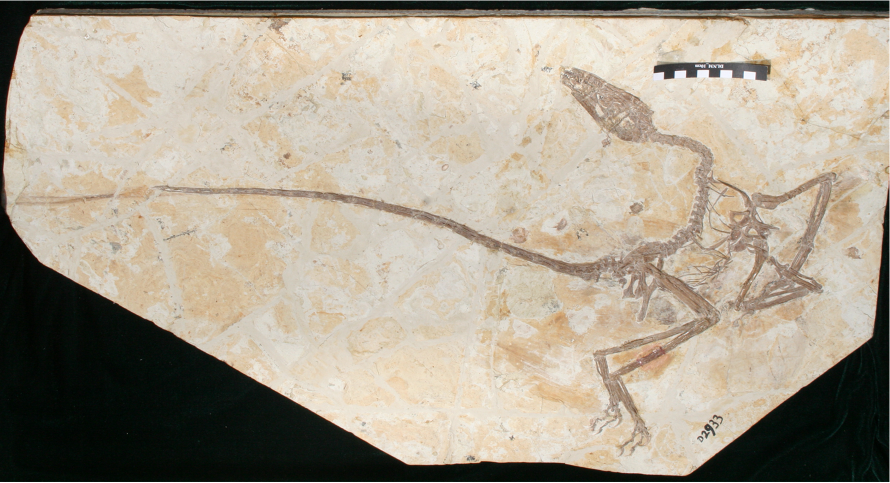
Het holotype

#### Schedel
De kop is met een lengte van een kleine tien centimeter relatief langwerpig. Het bovenprofiel loopt recht en schuin af naar de snuitpunt die echter wel stomp is, een hoek van 60° makend. De praemaxilla is kort met een kwart van de lengte van het bovenkaaksbeen. Een lange achterste tak van de praemaxilla dringt het bovenkaaksbeen van het neusgat, anders dan bij Microraptor. De praemaxilla draagt vier tanden waarvan de tweede, anders dan bij Sinornithosaurus, niet speciaal verlengd is. Het driehoekige bovenkaaksbeen heeft vooraan een scherpe punt als bij Shanag. De kleine ovale en hoge fenestra maxillaris is niet door een schot gedeeld, anders dan bij Microraptor. Daarvoor ligt nog een ovale fenestra promaxillaris die even groot is, als bij Sinornithosaurus. Een vedere overeenkomst is een horizontale richels langs de onderzijde. Een verschil is het ontbreken van diepe inzinkingen of uithollingen die ook op het T-vormige traanbeen afwezig zijn. Net als bij Shanag wordt een diasteem geschapen doordat de voorste centimeter van het bovenkaaksbeen, ook iets naar beneden bollend, tandeloos is. De fenestra antorbitalis is D-vormig. Het neusbeen heeft een lange onderste tak naar de praemaxilla, welke echter niet gevorkt is. De voorrand van het korte bovenste slaapvenster is gegolfd. Het squamosum heeft een beenplateau boven de voorste tak net als bij Velociraptor. Het postorbitale is iets Y-vormig door een langere neergaande tak. Vijf rechthoekige plaatsje van de scleraalring van het oog zijn zichtbaar. Het jukbeen is recht met een matig lange voorste tak. Het quadratojugale heeft een L-vorm in plaats van een T-vorm zoals bij de meeste verwanten. De opgaande tak ervan is lang en dun met een hoogte van zes millimeter; de voorste tak is met vijf millimeter bijna even lang, een uniek kenmerk. het foramen praequadraticum heeft een vrij rechte achterrand. In het achterhoofd lijken het exoccipitale en opisthoticum niet vergroeid te zijn, een juveniel kenmerk.

#### Onderkaken en tanden
De onderkaak is lang en rechthoekig. Het surangulare draagt een opvallende kam als bij Sinornithosaurus.
Er zijn minstens acht maxillaire tanden, vermoedelijk negen tot elf. De middelste maxillaire tanden zijn dubbel zo lang als die van de uiteinden. Het dentarium van de onderkaak draagt minstens negen maar vermoedelijk vijftien tanden.
De premaxillaire tanden missen kartelingen en de groeve aan de binnenzijde, net als bij Microraptor. Bij de maxillaire tanden zijn er alleen kartelingen aan de achterrand en die verschijnen pas tegen het midden van de tandrij. Ook de meeste dentaire tanden hebben slechts kartelingen aan de achterste snijrand maar achter in de rij neemt de dichtheid van vertandingen toe en verschijnen ook denticula op de voorrand, vlak onder het spits. Dit komt overeen met Graciliraptor maar verschilt van Microraptor; een ander onderscheid is dat de tanden niet ingesnoerd zijn aan de basis.

#### Postcrania
De wervelkolom telt vermoedelijk tien halswervels. Door compressie is er weinig detail zichtbaar. De ruggenwervels hebben meer naar voren grote ovale gladde openingen op de zijkant, net boven het midden. Ze zijn door Poust geïnterpreteerd als pleurocoelen of pneumatische foramina. Eigenaardig is dat ze naar achteren in de reeks steeds sterker schuin naar voren gericht zijn totdat ze bij de zesde wervel een hoek van 45° maken met de lengteas. Bij de eerste drie wervels zijn deze pleurocoelen in tweeën gedeeld door een tussenschot. De doornuitsteeksels zijn in zijaanzicht vierkant en iets achteraan geplaatst. Wellicht zijn er vier sacrale wervels, één minder dan bij Sinornithosaurus hoewel dat het gevolg kan zijn van de jonge leeftijd. Het aantal staartwervels bedraagt dertig of eenendertig: de allerlaatste wervel is wellicht niet geheel verbeend. Van de derde wervel af wordt de staart verstijfd door verlengde gewrichtsuitsteeksel en chevrons, samen een "caudotheca" vormend. Bij de vierde wervel ligt de chevron echter nog los. De eerste drie wervels hebben naar achter gekromde zijuitsteeksels. Die zijn uitzonderlijk lang, ongeveer een derde langer dan bij verwanten. Ze verbreden zich ook van voor naar achteren gemeten waarbij de derde wervel de breedste heeft. De wervels nemen tot de drieëntwintigste in lengte toe. De staart als geheel is erg lang maar relatief korter dan bij Microraptor.
De halve schoudergordel heeft een L-vorm wat vaak als een aanpassing aan het vliegen is gezien. Het schouderblad is bandvormig en heeft 59% van de lengte van het opperarmbeen. Het ravenbeksbeen heeft een groot druppelvormig venster voor de Musculus supracoracoideus welke het hoofdlichaam van bot versmalt tot een dunne beenstijl. Het venster is veel groter dan bij Sinornithosaurus. Veel verwanten hebben zo'n opening helemaal niet; het bezit van een apart foramen coracoideum bewijst dat het venster daar niet simpelweg een vergroting van is. De borstbeenderen zijn zeer klein en onvergroeid. Ieder borstbeen eindigt in een stekel aan de voorste buitenhoek en heeft vier golvingen aan de buitenzijde voor het contact met de sternale ribben. Het vorkbeen heeft de vorm van een boemerang waarbij de takken en hoek van 110° met elkaar maken. Het is gepneumatiseerd, afgeplat en mist een kiel of hypocleidium.
De arm is zeer lang met bijna vier vijfden van de lengte van de, ook al lange, achterpoot, een waarde welke die van Sinornithosaurus dicht benadert. De absolute lengte is ongeveer achtenveertig centimeter in articulatie. Bij het opperarmbeen is de deltopectorale kam relatief kort met een derde van de lengte van de schacht. De binnenhoek van de bovenkant is goed ontwikkeld. De onderarm is lang met 80% van de lengte van de bovenarm. De ellepijp is recht en even lang maar tweemaal breder als het spaakbeen. De pols bestaat uit een kleine halvemaanvormige carpale om de vleugel te vouwen en een tweede element dat een vergroeiing kan zijn van het radiale en het intermedium. Het eerste middenhandsbeen is kort met maar een derde van de lengte van het tweede middenhandsbeen. In derde vinger heeft het eerste kootje anderhalfmaal de lengte van het tweede kootje; bij verwanten is minstens tweemaal langer. De handklauwen zijn groter dan de voetklauwen.
Bij het darmbeen is het voorblad wat langer dan het achterblad. Bij dromaeosauriden is de uitstulping naar binnen aan de onderzijde van het voorblad typisch beperkt van omvang; bij Wulong echter loopt die nog over de helft van de lengte van het voorblad naar voren door, langer dan bij Microraptor. Ook de beenlip aan de onderrand van het voorblad is wat groter. De binnenzijde van het darmbeen toont geen putjes, anders dan bij Sinornithosaurus. Het aanhangsel voor het schaambeen lijkt op dat van Microraptor: lang en met een vlakke binnenzijde die overloopt in het heupgewricht.
Het schaambeen is tamelijk recht en eindigt niet in een duidelijke voet. Er is een bult aan de buitenzijde die relatief hoog staat en een buiging naar boven mist. Het zitbeen heeft ongveer 40% van de lengte van het schaambeen, een verhouding die overeenkomt met die bij Sinornithosaurus maar duidelijk korter is dan bij de exemplaren van Microraptor. Het zitbeen heeft een groot uitsteeksel aan de achterrand van de schacht, op ongeveer 70% van de lengte van de bovenrand gemeten, wat de onderzijde van het zitbeen een gezwollen indruk doet maken, verschillend van de nauwe ischia bij Microraptor. De onderrand is hol gekromd, in plaats van recht als bij Sinornithosaurus en Microraptor.
Het dijbeen is recht, verschillend van de meer gebogen femur bij Microraptor. Het scheenbeen is 40% langer dan het dijbeen. Dat kan een gevolg zijn van de jonge leeftijd. Het scheenbeen is wat overdwars gebogen. Hetzelfde kenmerk werd in 2003 gezien als een unieke eigesnchap van Microraptor gui maar kan veroorzaakt zijn door een vervorming van het fossiel. Het kuitbeen is zeer slank, met een tiende van de breedte van het scheenbeen. Het loopt echter als een staaf tot aan de enkel door. Scheenbeen, kuitbeen en de bovenste enkelbeenderen zijn niet vergroeid.
Ook de middenvoetsbeenderen zijn niet vergroeid. De bovenzijde van het derde middenvoetsbeen bereikt het enkelvlak. De middenvoet, met iets meer dan de helft van de lengte van het scheenbeen, is dus niet strikt arctometatarsaal. Het vijfde middenvoetsbeen heeft de vorm van een vrij lange gebogen beensplinter en een vijfde teen ontbreekt. De formule van de teenkootjes is 2-3-4-5-0. De eerste teen is zeer slank. De tweede voetklauw is veel groter dan de overige en kon als een sikkelklauw geheven worden gezien duidelijk gevormde scharniergewrichten in de tweede teen.

### Verenkleed

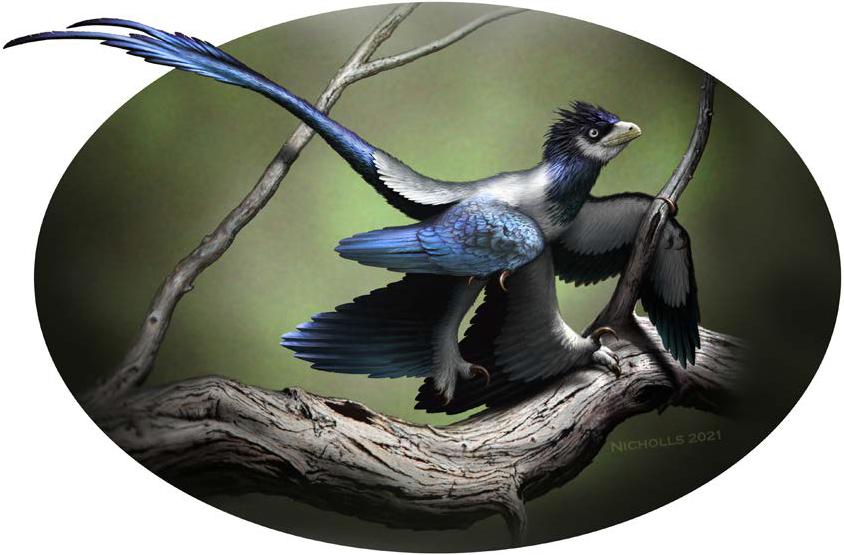
Kleurtekening volgens de studie uit 2023

Veren bedekken het hele lichaam. Er zijn drie veertypen in het verenkleed aanwezig. Haarachtige filamenten zijn zichtbaar onder de onderkaken en op de heup en staartbasis. Ze staan in rijen wat doet denken aan de pterylae bij pasgeboren vogels. Het kan dus zijn dat ze uiteindelijk door penveren werden vervangen. Penveren met centrale schachten zijn te zien bij de armen en benen. De armveren hebben een asymmetrische vaan wat wijst op een vermogen tot vliegen. Bij de benen is het onzeker of de vanen asymmetrisch zijn. De slagpennen van de hand hebben een lengte van elf tot veertien centimeter. Er lijkt geen alula aanwezig te zijn op de duim. Inclusief slagpennen heeft de vleugel een lengte van achtenveertig centimeter.
Twee veren op het uiteinde van de staart hebben een lengte van 127 tot 153 millimeter en steken tot voorbij de benige staartpunt. Ze ontspringen rond de zevenentwintigste staartwervel. Ze steken evenwijdig recht naar achter uit, zonder uiteen te staan. Een echte staartwaaier lijkt afwezig te zijn.
In 2023 concludeerde een studie dat de slagpennen van armen en achterpoten bont geïriseerd waren terwijl de veren op de rest van het lichaam een grijze tint bezaten.

## Fylogenie
Wulong is binnen de Dromaeosauridae in de Microraptorinae geplaatst, als zustersoort van Sinornithosaurus.
Het volgende kladogram toont de positie in de evolutionaire stamboom volgens het benoemende artikel.
|  | Hesperonychus                                               |
|  |                                                             |
|  | Graciliraptor                                               |
|  |                                                             |
|  | Microraptor                                                 |
|  |                                                             |
|  | Tianyuraptor                                                |
|  |                                                             |
|  | \| \| Sinornithosaurus \| \| \| \| \| \| Wulong \| \| \| \| |
|  |                                                             |
|  | Sinornithosaurus                                            |
|  |                                                             |
|  | Wulong                                                      |
|  |                                                             |

|  | Sinornithosaurus |
|  |                  |
|  | Wulong           |
|  |                  |

## Levenswijze
De grote vleugeloppervlakte, nog aangevuld door de "achtervleugels" van de benen, moeten Wulong een goed vermogen tot parachuteren en glijden hebben gegeven. Minder duidelijk is het vermogen tot een klappende vlucht. De beschrijvers wijzen erop dat de vleugelkoorde met zo'n zestien centimeter relatief hoog lag ten opzichte van de spanwijdte van achtenveertig centimeter. De vleugelslankheid was dus laag, wat het bereik tijdens een zweefvlucht verlaagt. Ook neemt de stabiliteit af. De weerstand bij een slagvlucht werd dus verhoogd. Deze eigenschappen passen goed bij een levenswijze als bosvogel. Bosvogels moeten een goede manoeuvreerbaarheid hebben om de vele obstakels te vermijden. Het hogere energieverbruik bij het klappen van de vleugels was minder belangrijk omdat toch maar korte afstanden hoefden te worden afgelegd. De grotere weerstand maakte ook een steilere stijghoek mogelijk om snel hogere takken te bereiken.
De beschrijvers achtten het waarschijnlijk dat de lange staartpluimen als pronkveren werden gebruikt in een signaalfunctie. Een aerodynamische toepassing werd onwaarschijnlijk geacht. Het ontbreken van de staartwaaier kan de oorspronkelijke toestand van microraptorinen vertegenwoordigen. Bij moderne vogels ontwikkelen zulke pronkveren zich pas na het bereiken van de geslachtsrijpheid, wanneer het dier volgroeid is. Dat het holotype die veren al bezit als jong dier kan erop duiden dat de geslachtsrijpheid veel eerder intrad, wat ook van andere dinosauriërgroepen bekend is, of dat ze een heel andere functie hadden, niet direct gerelateerd aan de voortplanting.